# Гущин, Александр Геннадьевич
Александр Геннадьевич Гущин (род. 1963, Ленинград) — советский и российский поэт.

## Биография
Выпускник Ленинградского педагогического института (1984).
Преподавал в школе, занимался изучением творчества А. Платонова. Автор нескольких стихотворных сборников и публикаций в журналах и альманахах, в том числе в 1980-х — в самиздате.
В разные годы публиковался в журналах «Невский Альманах», «Параллели судеб», в литературно-художественных альманахах «Сфинкс», «Балтийский парус», «Дороги», «Высокая поэзия России», «Время и слово».
В течение нескольких лет сотрудничал с петербургским Театром поэтов «Послушайте!», писал стихи к спектаклям «Прогулки без Пушкина», «Охота на белочку», «Наваждение». Выступал на Санкт-Петербургском радио (передача «Антология современной поэзии Санкт-Петербурга»). Был ведущим авторской программы ТК «Ваше Общественное Телевидение (ВОТ!)» «Историограф». Принимал активное участие в поэтических фестивалях и деятельности различных ЛИТО СПб. С 2006 года руководил работой клуба «Литературные знакомства». Руководитель «Школы литературного мастерства» при журнале «Невский альманах» (г. Санкт-Петербург).
С 2002 года член Российского Межрегионального союза писателей (РМСП).

## Произведения
- «Облако без штанов» (1982);
- «Моноголосие» (1984);
- «Песни ветра и огня» (1986);
- «Неоконченная поэма» (1986);
- «Объятия Земли» (1989);
- «Песни травы» (1991);
- «Плач об умершем Боге: Повесть-притча Андрея Платонова „Котлован“» (1997, монография, в соавторстве с А. Булыгиным)[5];
- «Стая товарищей» (2000);
- «В казино» (2001);
- «Избранное Избранного» (2002);
- «Избранное Избравшего» (2008)[6];
- «Музыка звёзд» (2010);
- «Предчувствие зимы» (2016)[7].